# Sommer-Universiade 2017/Baseball
Bei der Sommer-Universiade 2017 wurde vom 20. bis 29. August 2017 ein Wettbewerb im Baseball durchgeführt.

## Platzierungen
| Rang | Land               |
| ---- | ------------------ |
|      | Japan              |
|      | Vereinigte Staaten |
|      | Südkorea           |
| 4.   | Tschechien         |
| 5.   | Chinesisch Taipeh  |
| 6.   | Russland           |
| 7.   | Frankreich         |
| 8.   | Mexiko             |

## Ergebnisse

### Vorrunde

#### Gruppe A
| Spiel | Datum             | Stadion                    | Begegnung         | Begegnung | Begegnung         | Ergebnis |
| ----- | ----------------- | -------------------------- | ----------------- | --------- | ----------------- | -------- |
| 1     | 20.08.2017, 11:00 | Tianmu Baseball Stadium    | Frankreich        | –         | Chinesisch Taipeh | 4:3      |
| 4     | 22.08.2017, 18:30 | Xinzhuang Baseball Stadium | Südkorea          | –         | Tschechien        | 3:4      |
| 5     | 22.08.2017, 11:00 | Tianmu Baseball Stadium    | Frankreich        | –         | Südkorea          | 0:12     |
| 6     | 22.08.2017, 18:30 | Tianmu Baseball Stadium    | Chinesisch Taipeh | –         | Tschechien        | 11:0     |
| 11    | 23.08.2017, 11:00 | Xinzhuang Baseball Stadium | Tschechien        | –         | Frankreich        | 12:7     |
| 10    | 23.08.2017, 19:15 | Tianmu Baseball Stadium    | Chinesisch Taipeh | –         | Südkorea          | 3:6      |

#### Gruppe B
| Spiel | Datum             | Stadion                    | Begegnung          | Begegnung | Begegnung          | Ergebnis |
| ----- | ----------------- | -------------------------- | ------------------ | --------- | ------------------ | -------- |
| 2     | 20.08.2017, 11:00 | Xinzhuang Baseball Stadium | Russland           | –         | Japan              | 0:19     |
| 3     | 20.08.2017, 18:30 | Tianmu Baseball Stadium    | Vereinigte Staaten | –         | Mexiko             | 3:2      |
| 7     | 22.08.2017, 11:00 | Xinzhuang Baseball Stadium | Japan              | –         | Mexiko             | 7:2      |
| 8     | 22.08.2017, 18:30 | Xinzhuang Baseball Stadium | Russland           | –         | Vereinigte Staaten | 3:13     |
| 9     | 23.08.2017, 11:00 | Tianmu Baseball Stadium    | Japan              | –         | Vereinigte Staaten | 11:5     |
| 12    | 23.08.2017, 18:30 | Xinzhuang Baseball Stadium | Mexiko             | –         | Russland           | 3:6      |

(Alle Zeiten sind Ortszeit)

### Trostrunde
| Spiel | Datum             | Stadion                    | Begegnung         | Begegnung | Begegnung         | Ergebnis |
| ----- | ----------------- | -------------------------- | ----------------- | --------- | ----------------- | -------- |
| 15    | 25.08.2017, 11:00 | Xinzhuang Baseball Stadium | Mexiko            | –         | Chinesisch Taipeh | 1:11     |
| 16    | 25.08.2017, 18:30 | Xinzhuang Baseball Stadium | Frankreich        | –         | Russland          | 11:7     |
| 19    | 26.08.2017, 11:00 | Xinzhuang Baseball Stadium | Chinesisch Taipeh | –         | Russland          | 15:0     |
| 20    | 26.08.2017, 18:30 | Xinzhuang Baseball Stadium | Frankreich        | –         | Mexiko            | 5:8      |

|  | Halbfinale                 | Halbfinale                 |                            |    | Spiel um Platz 5           | Spiel um Platz 5           |
|  |                            |                            |                            |    |                            |                            |
|  | Chinesisch Taipeh          | 10                         |                            |    |                            |                            |
|  | Mexiko                     | 0                          |                            |    |                            |                            |
|  | 27. August 2017, 11:00 Uhr |                            |                            |    |                            |                            |
|  |                            |                            | 28. August 2017, 18:30 Uhr |    |                            |                            |
|  | Chinesisch Taipeh          | 7                          |                            |    |                            |                            |
|  |                            | Russland                   | 1                          |    |                            |                            |
|  |                            |                            |                            |    |                            |                            |
|  | Spiel um Platz 7           |                            |                            |    |                            |                            |
|  | 27. August 2017, 20:30 Uhr | 27. August 2017, 20:30 Uhr | Mexiko                     | 5  |                            |                            |
|  | Frankreich                 | 1                          | Frankreich                 | 11 |                            |                            |
|  | Russland                   | 8                          |                            |    | 28. August 2017, 11:00 Uhr | 28. August 2017, 11:00 Uhr |

(Alle Zeiten sind Ortszeit)

### Finalrunde
| Spiel | Datum             | Stadion                 | Begegnung  | Begegnung | Begegnung          | Ergebnis |
| ----- | ----------------- | ----------------------- | ---------- | --------- | ------------------ | -------- |
| 13    | 25.08.2017, 11:00 | Tianmu Baseball Stadium | Japan      | –         | Südkorea           | 2:1      |
| 14    | 25.08.2017, 18:30 | Tianmu Baseball Stadium | Tschechien | –         | Vereinigte Staaten | 0:8      |
| 17    | 26.08.2017, 11:00 | Tianmu Baseball Stadium | Südkorea   | –         | Vereinigte Staaten | 4:6      |
| 18    | 26.08.2017, 18:30 | Tianmu Baseball Stadium | Tschechien | –         | Japan              | 1:8      |

|  | Halbfinale                 | Halbfinale                 |                            |   | Finale                     | Finale                     |
|  |                            |                            |                            |   |                            |                            |
|  | Vereinigte Staaten         | 8                          |                            |   |                            |                            |
|  | Tschechien                 | 4                          |                            |   |                            |                            |
|  | 28. August 2017, 11:00 Uhr |                            |                            |   |                            |                            |
|  |                            |                            | 29. August 2008, 18:30 Uhr |   |                            |                            |
|  | Japan                      | 10                         |                            |   |                            |                            |
|  |                            | Vereinigte Staaten         | 0                          |   |                            |                            |
|  |                            |                            |                            |   |                            |                            |
|  | Spiel um Platz drei        |                            |                            |   |                            |                            |
|  | 28. August 2017, 18:30 Uhr | 28. August 2017, 18:30 Uhr | Südkorea                   | 6 |                            |                            |
|  | Japan                      | 4                          | Tschechien                 | 2 |                            |                            |
|  | Südkorea                   | 0                          |                            |   | 29. August 2008, 12:00 Uhr | 29. August 2008, 12:00 Uhr |

(Alle Zeiten sind Ortszeit)